# König Alkohol
König Alkohol (Originaltitel John Barleycorn) ist ein autobiographischer Roman des Schriftstellers Jack London. Das englischsprachige Werk erschien erstmals 1913 in New York.

## Inhalt
In diesem Werk tritt Jack London – im Gegensatz zum vergleichbaren Werk Martin Eden – als Ich-Erzähler auf. Die Erzählsituation kann der Leser bereits im ersten Satz erkennen: Richtig begriffen habe ich es am Tag dieser Abstimmung.
In 39 Kapiteln zeichnet der Autor im Rückblick die persönlichen Erfahrungen mit dem Alkohol nach. Wie der ab 1914 eingeführte Untertitel or Alcoholic Memoirs bereits andeutet, befasst sich der Autor in diesem Text mit verschiedenen Abschnitten seines eigenen Lebens. Der Fokus liegt hierbei zum einen auf dem noch heranwachsenden Jack London, der sich als Matrose verdingt und zum anderen auf dem älteren, inzwischen wohlhabenden Jack London, der sich in der Gesellschaft und als Schriftsteller bereits etabliert hat. Jack London sieht für das Wilde und Abenteuerlustige in seinen Jugendjahren den Genuss von Alkohol verantwortlich. Mit Blick auf seine schriftstellerische Karriere schreibt er dem Alkohol einen Anteil am Erfolg zu, obgleich er auch die negativen Aspekte des Alkohols aufgreift, der seine Gesundheit beeinträchtigt hat.

## Publikationsgeschichte
Noch bevor Jack London den eigentlichen Schreibprozess von König Alkohol begann, hatte er die Vorabdruckrechte bereits für 15 Cent pro Wort an die Saturday Evening Post verkauft. Mit 50.000 bis 60.000 Wörtern entsprach das insgesamt einer Summe von rund $ 10.000. Diesen Handel nutzte er als Argumentationsgrundlage gegenüber dem Verlag The Century Company (heute Prentice Hall), damit dieser seinen Text ebenfalls unter Vertrag nahm und im Anschluss verlegte. Ohne den Verkauf der Vorabdruckrechte hätte London den Verlag wohl nicht überzeugen können, da dieser aufgrund der Thematik Vorbehalte hatte.
Das Manuskript begann London vermutlich im November 1912 und schloss es mit 669 handschriftlichen Seiten bereits zwei Monate später am 13. Januar 1913 ab. Zwischen dem 15. März und 3. Mai 1913 erschien in acht Sequenzen der von Harvey Thomas Dunn illustrierte Vorabdruck, der gleichermaßen mit Bestürzung und Bewunderung aufgenommen wurde und entsprechende Popularität erlangte. Das gedruckte Buch, das im August 1913 erschien, war weniger erfolgreich und erhielt durchmischte Kritiken. Obwohl König Alkohol kein Anti-Alkohol-Pamphlet darstellte, nutzte die Prohibitionsbewegung das Werk für ihre Zwecke. So wurden Auszüge für Propagandaschriften verwendet. Es gibt Stimmen, die einen Einfluss von Londons Text auf das Alkoholverbot für die US Navy 1914 sehen. 1914 veröffentlichte auch der Londoner Verlag Mills & Boon, ein Tochterverlag von HarperCollins, eine Ausgabe und ergänzte den Haupttitel um den Untertitel John Barleycorn or Alcoholic Memoirs. Im Laufe der Jahrzehnte übernahmen viele Verlage diesen Untertitel.
Das britische Volkslied John Barleycorn, das der schottische Dichter Robert Burns später adaptierte, ist der Namensgeber für den Originaltitel. Der Ausdruck John Barleycorn ist im englischsprachigen Raum ein fester Begriff für den Alkohol. Den deutschen Titel König Alkohol wählte der Übersetzer Erwin Magnus für die deutsche Erstausgabe. Sie erschien im Jahr 1925 im Berliner Gyldendal'schen Verlag, einem damaligen Tochterunternehmen des dänischen Gyldendal Verlages. Magnus bezieht sich in der Wahl des Titels auch auf das Volkslied King Alcohol, das im Bundesstaat Minnesota bekannt ist.

## Filmadaptionen
1914 wurde John Barleycorn unter der Regie von James Charles Hayden und Hobart Bosworth verfilmt. Bosworth verkörperte im Film auch die Figur des Analphabeten Scratch Nelson, mit der London während seiner Zeit auf See Bekanntschaft machte. In den Hauptrollen wurde Jack London von Matty Roupert (1. Lebensphase), Antrim Short (2. Lebensphase) und Elmer Clifton (3. Lebensphase) gespielt.

## Ausgaben

### Englische Ausgaben
- John Barleycorn. Century Company, New York 1913 (Amerikanische Erstausgabe) (Digitalisat).
- John Barleycorn or Alcoholic Memoirs. Mills & Boon, London 1914.

### Deutsche Ausgaben
- König Alkohol. Aus dem Englischen übersetzt von Erwin Magnus. Gyldendal'scher Verlag[5], Berlin 1925 (Deutsche Erstausgabe).
- König Alkohol. Gesamtausstattung Karl Franke. Büchergilde Gutenberg, Frankfurt am Main 1949. (Lizenzausgabe des Universitas-Verlages).
- John Barleycorn oder der Alkohol. Aus dem Englischen übersetzt von Günter Löffler. Mit einem Nachwort von Rolf Recknagel. Verlag Neues Leben, Ost-Berlin 1976.
- König Alkohol. Roman. Neu übersetzt, mit einem Nachwort, Anmerkungen und einer Zeittafel von Lutz-W. Wolff. dtv, München 2014, 5. Auflage 2021, ISBN 978-3-423-14326-4.